# Cantonul Caluire-et-Cuire
Cantonul Caluire-et-Cuire este un canton din arondismentul Lyon, departamentul Rhône, regiunea Rhône-Alpes, Franța.